# ام‌وی کیپل
ام‌وی کیپل (به انگلیسی: MV Keppel) یک کشتی است که طول آن ۱۱۰ فوت (۳۴ متر) می‌باشد. این کشتی در سال ۱۹۶۱ ساخته شد.